# すべては君に逢えたから
『すべては君に逢えたから』（すべてはきみにあえたから）は、2013年11月22日に全国公開された日本映画。
2014年12月に開業100年を迎える東京駅を舞台にしたラブストーリー映画。

## 概要
クリスマス間近の東京駅を舞台に描かれるラブストーリーで、東京駅開業100周年記念企画。1日に100万人以上が利用する東京駅を舞台に、たった一人に出会う奇跡が巧みに重なりながら、10人の男女のそれぞれのラブストーリーが6つのエピソードで繰り広げられる。
開業以来、一日たりとも工事がない日はないと言われる東京駅は、駅構内などのシーンの撮影は極めて難しいとされていたが、深夜から明け方の始発前までの時間を利用して、終電後に新幹線を臨時ダイヤで動かしたりと、JR東日本の全面バックアップを受けて可能になった。
なお、撮影用列車には、E5系U13編成が充当された。
2012年10月に改装された東京駅構内や東京ステーションホテルなどの東京駅付近も、リニューアルオープンして以来、映画、TVドラマなどを含めても初めての撮影となる。
丸の内ピカデリー3他全国278スクリーンで公開され、2013年11月23・24日の初日2日間で、興収5187万5300円、動員3万9479人になり、映画観客動員ランキング（興行通信社調べ）で初登場第8位となった。
また、ぴあの調査による初日満足度ランキングでは第6位となっている。

## キャスト

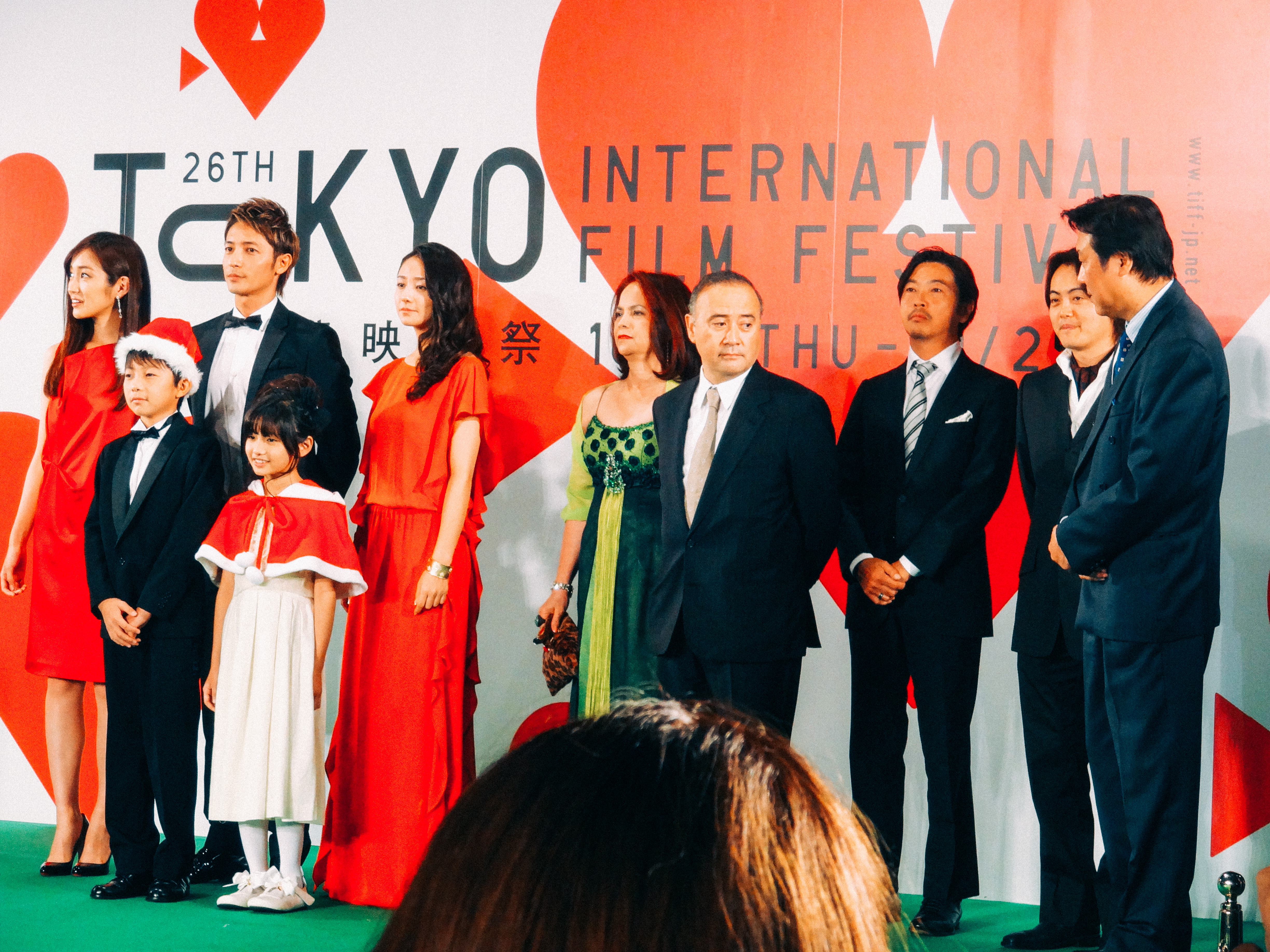
第26回東京国際映画祭

- Story1〈イヴの恋人〉
  - 黒山和樹：玉木宏
  - 佐々木玲子：高梨臨
- Story2〈遠距離恋愛〉
  - 山口雪奈：木村文乃
  - 津村拓実：東出昌大
- Story3〈クリスマスの勇気〉
  - 大友菜摘：本田翼
- Story4〈クリスマスプレゼント〉
  - 岸本千春：市川実和子
  - 寺井茜：甲斐恵美利
- Story5〈二分の一成人式〉
  - 宮崎正行：時任三郎
  - 宮崎沙織：大塚寧々
  - 宮崎幸治：山崎竜太郎
- Story6〈遅れてきたプレゼント〉
  - 大島琴子：倍賞千恵子
  - 49年前の琴子:岡本あずさ
  - 松浦泰三：小林稔侍

## スタッフ
- 監督：本木克英
- 脚本：橋部敦子
- 製作総指揮：ウィリアム・アイアトン
- エグゼクティブプロデューサー：久松猛朗
- プロデューサー：松橋真三、小池賢太郎
- 共同プロデューサー：山田周
- 音楽：池頼広
- 撮影：橋本尚弘
- 美術：金勝浩一
- 装飾：松下利秀
- 録音：栗原和弘
- 照明：後藤謙一
- 編集：川瀬功
- VFXスーパーバイザー：樋口良
- 制作プロダクション：白組
- 特別協力：JR東日本
- 企画協力：ジェイアール東日本企画
- 配給：ワーナー・ブラザース映画
- 製作：「すべては君に逢えたから」製作委員会（ワーナー・ブラザース映画、ジェイアール東日本企画、白組、朝日新聞社、GYAO、TOKYO FM）

## 主題歌 / 挿入歌
- 主題歌：ゆず「守ってあげたい」（セーニャ・アンド・カンパニー）[4][5]
- 劇中歌：JUJU「守ってあげたい」（ソニー・ミュージックアソシエイテッドレコーズ）

## Blu-ray / DVD
- 2014年12月17日発売、ワーナー・ブラザース・ホームエンターテイメント、JAN 4548967149517 / JAN 4548967149531

## テレビ放送
地上波
- 映画天国（日本テレビ〈関東ローカル〉）、2018年12月4日 1時59分 - 3時59分

BS
- WOWOWプライム、2014年12月24日 13時50分 - 15時50分